# Clube Náutico Marcílio Dias
Il Clube Náutico Marcílio Dias, noto anche semplicemente come Marcílio Dias, è una società calcistica brasiliana con sede nella città di Itajaí, nello stato di Santa Catarina.

## Storia
Il club è stato fondato il 17 marzo 1919 da Alírio Gandra, Victor Miranda e Gabriel João Collares con l'intenzione di sviluppare il canottaggio nella città di Itajaí. Il nome del club deriva da un suggerimento da parte del suo primo presidente, Ignácio Mascarenhas.
Nel 1963, il Marcílio Dias ha vinto il suo primo titolo, ovvero il campionato statale.
Nel 1988, il club ha partecipato al Campeonato Brasileiro Série C per la prima volta, venendo eliminato alla terza fase. L'anno successivo, il Marcílio Dias ha partecipato al Campeonato Brasileiro Série B, venendo eliminato alla prima fase.
Nel 1995, il Marcílio Dias ha partecipato nuovamente al Campeonato Brasileiro Série C, e ha anche partecipato alla sua prima competizione internazionale, il Torneio Mercosul, raggiungendo le semifinali. Nel 1999, il club ha vinto il Campeonato Catarinense Série B, dopo aver battuto in finale un altro club della stessa città, l'Itajaí.
Il club ha partecipato alla Copa João Havelange nel 2000, dove è stato inserito nel "Modulo Giallo", venendo eliminato al primo turno, nel 2001, nel 2003, nel 2005, e nel 2006, il Marcílio Dias ha partecipato al Campeonato Brasileiro Série C, venendo sempre eliminato alla prima fase. Nel 2007, il Marcílio Dias ha vinto la Copa Santa Catarina, qualificandosi per il Campeonato Brasileiro Série C dell'anno successivo e per la Recopa Sul-Brasileira. L'8 dicembre 2007, la squadra ha battuto il Caxias 4-1, vincendo la Recopa Sul-Brasileira. Il marcatore del Marcílio Dias, Luiz Ricardo, con cinque gol, è stato il capocannoniere del torneo.

## Palmarès

### Competizioni regionali
- Recopa Sul-Brasileira: 1

2007

### Competizioni statali
- Campionato Catarinense: 1

1963
- Campeonato Catarinense Série B: 3

1999, 2010, 2013
- Copa Santa Catarina: 3

2007, 2022, 2023